# Fejecskés som
A fejecskés som vagy himalájai som (Cornus capitata) a somvirágúak (Cornales) rendjébe és a somfélék (Cornaceae) családjába tartozó faj.

## Előfordulása
A fejecskés som elterjedési területe a Himalája alsó részén levő erdők; Kína, India és az egyéb környező országok területén. Ezt a növényfajt Ausztráliába és Új-Zélandra betelepítették. A Föld többi részén dísznövényként használják.

## Alfajai
- Cornus capitata subsp. angustata (Chun) Q.Y.Xiang
- Cornus capitata subsp. capitata

## Megjelenése
Ez a 12 méter magas és ugyanannyi méter széles somfaj, örökzöld növény. A néhány centiméteres levelei felül szürkészöldek, míg alul halványak és összemosódottak. Nyár közepén virágzik. Virágai fehérek vagy sárgásak. Termései 2-3 centiméter átmérőjű terméstestbe forrnak össze. Termése ehető, de kesernyés. Néhány változata és hibridje is létezik.

## Képek

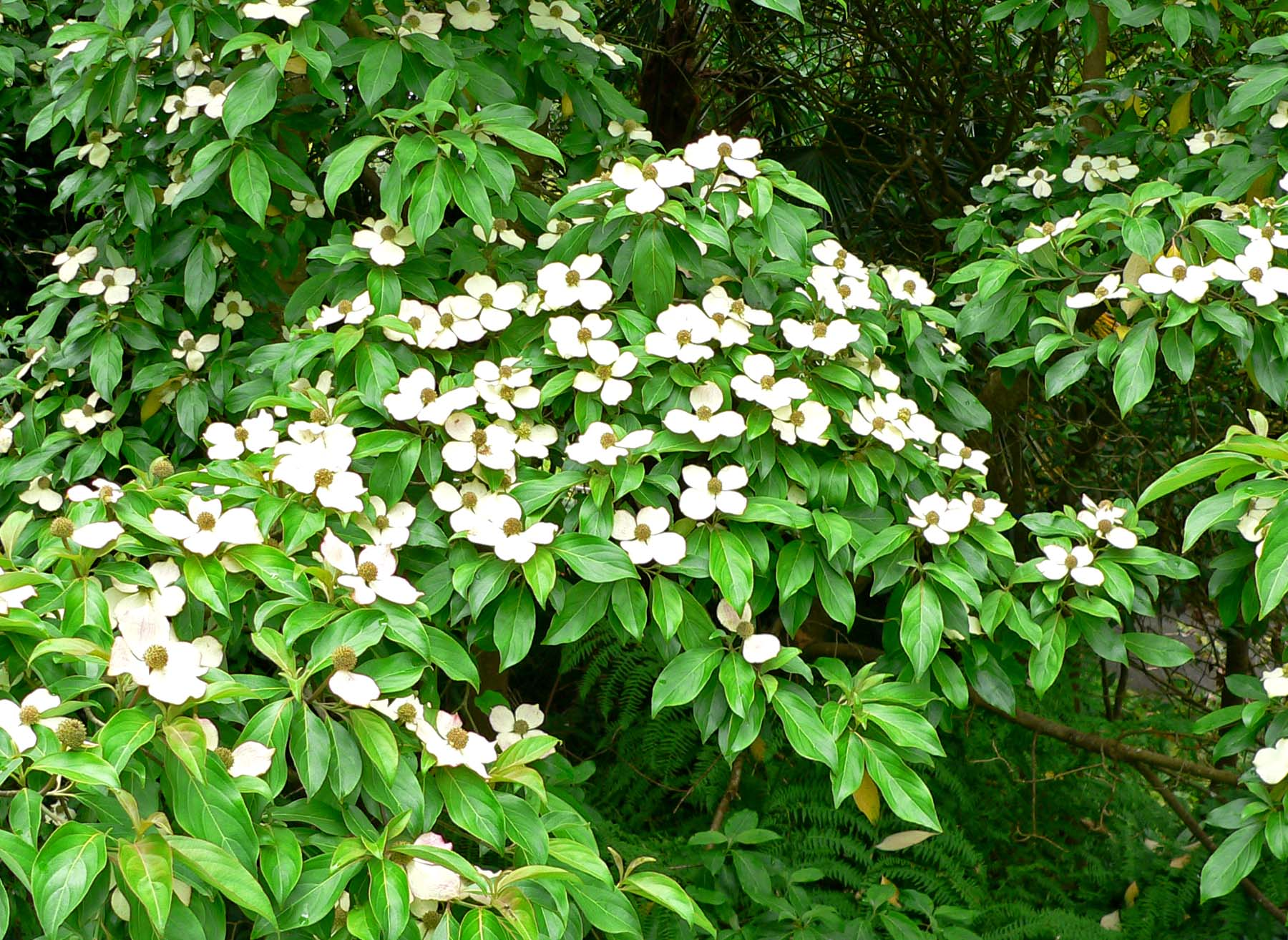
A növény
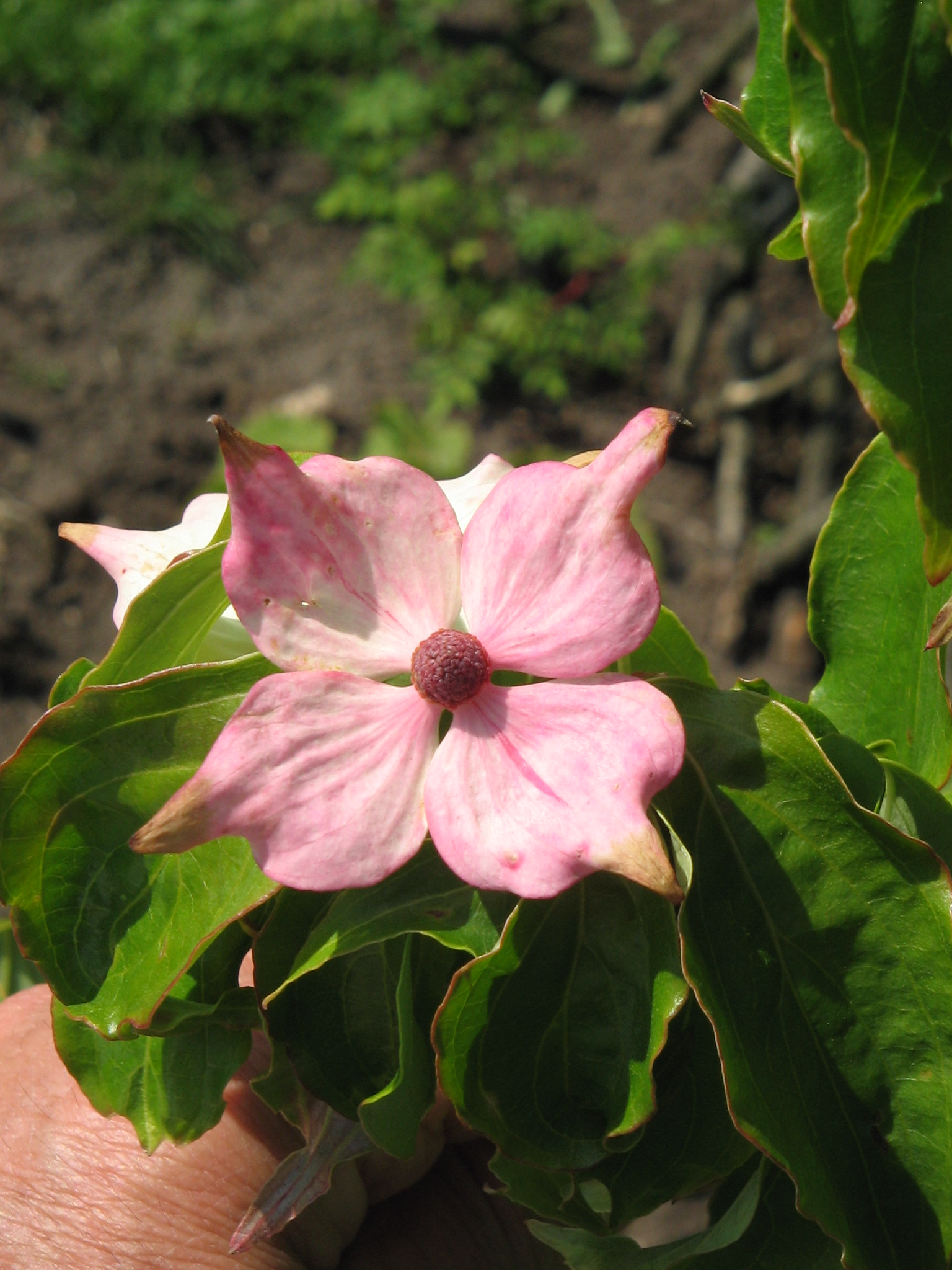
rózsaszínes virága,
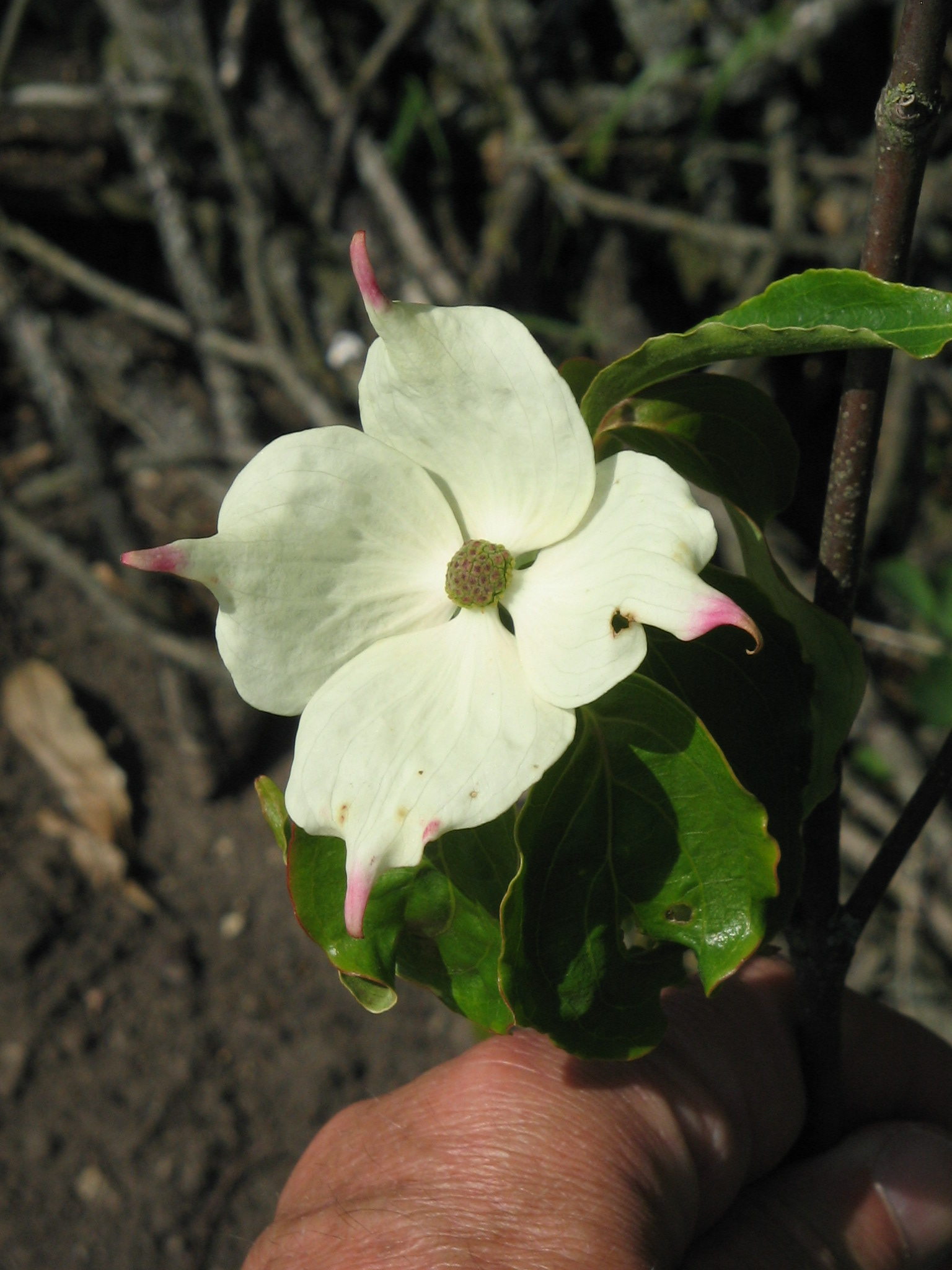
fehér virága
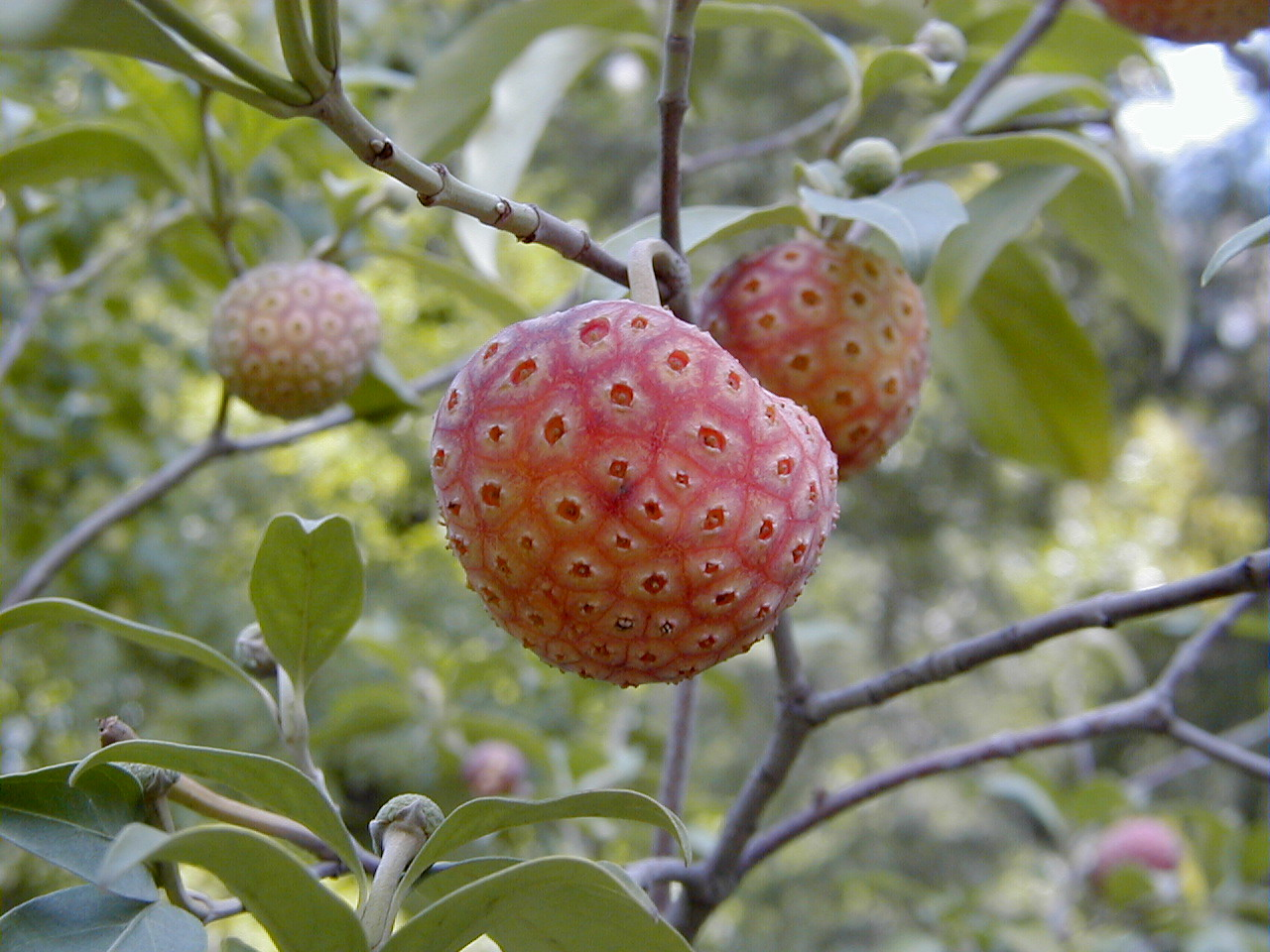
és termése

## Fordítás
- Ez a szócikk részben vagy egészben  a   Cornus capitata című angol Wikipédia-szócikk ezen változatának fordításán alapul.  Az eredeti cikk szerkesztőit annak laptörténete sorolja fel. Ez a jelzés csupán a megfogalmazás eredetét és a szerzői jogokat jelzi, nem szolgál a cikkben szereplő információk forrásmegjelöléseként.